# 车站路 (北京市通州区)
39°54′09″N 116°39′24″E / 39.902426°N 116.6566576°E

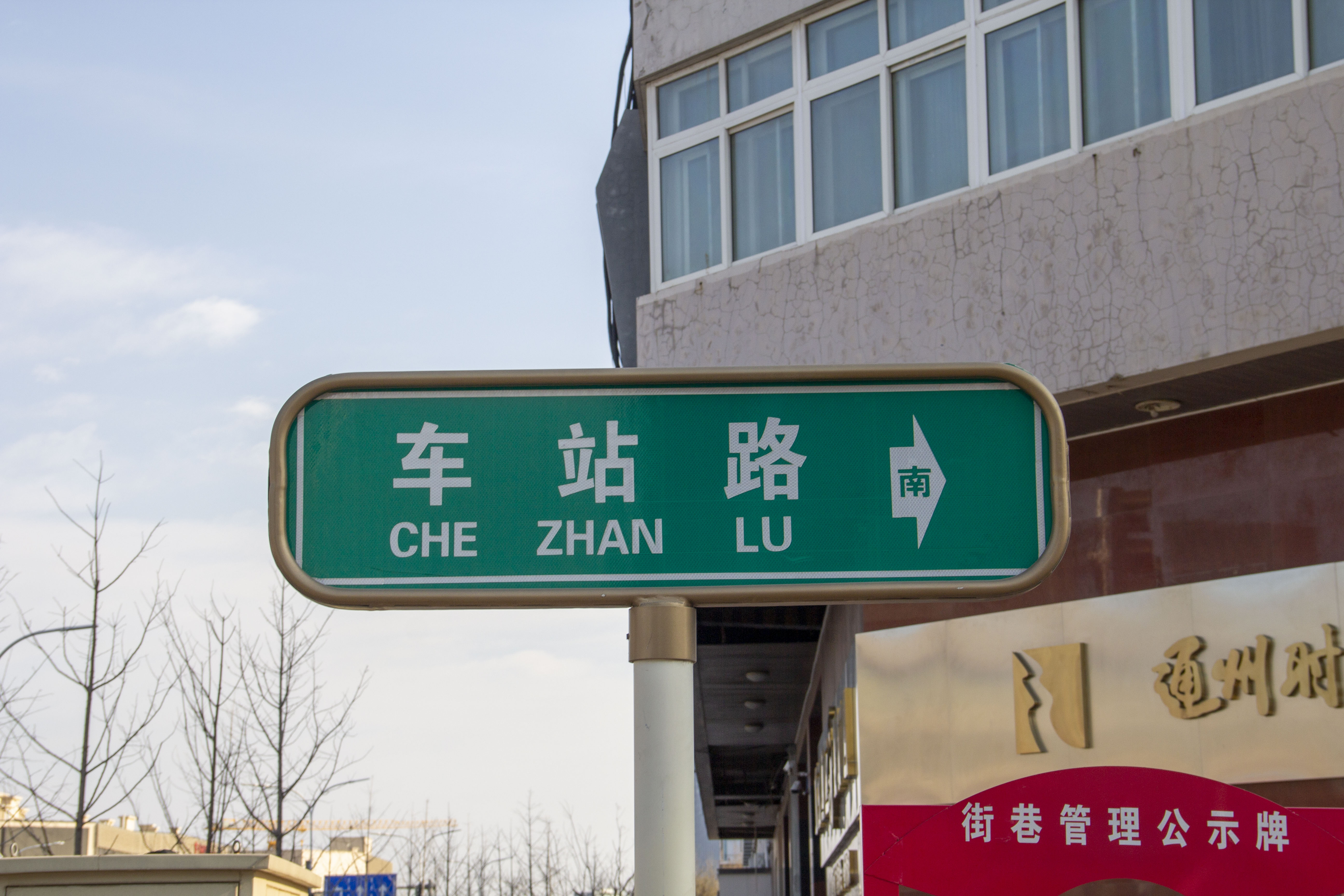
车站路 牌

车站路，是北京市通州区的一条道路，南起京哈铁路通州站，北至新华东街，与西海子西街连接。此处原本是通州旧城、新城的结合处，曾有旧城城墙、小烧酒胡同。
1983年2月开建设西顺城街到通州站的部分。1986年3月到11月拆迁了小烧酒胡同西侧的平房建设北段，全线通车。由于是在通州旧城西城墙的位置，曾称为故城西路，与故城东路对应。
沿线有通州电视台、北京市通州区住房城乡建设委、北京市通州区中西医结合医院、通州新华书店。
|  | 通州 新城 北門 南門 新城南門 西門 東門 北極閣 文昌閣 敵樓 舊敵樓 鼓樓 文殊塔 南溪閘 減水閘 通流閘 新城大街 西大街 北大街 东大街 南关大街 南大街 西顺城街 天成巷 帥府街 東關大街 十字街 大、小紅牌樓胡同 新街下坡胡同 新街口 西倉 南倉 中倉 馬家胡同 熊家胡同 四眼井胡同 史家胡同 白將胡同 大条胡同 二条 三条胡同 小燒酒胡同 半截胡同 大燒酒胡同 中倉胡同 倉溝 史家胡同 石板胡同 如意胡同 蔡家胡同 教子胡同 東塔胡同 前剪子巷 后剪子巷 豆腐巷 八里橋 通利橋 哈叭橋 善人橋 臥虎橋 吾党橋 東水關 南水關 東海 西海 葫蘆頭 石壩 土壩 北運河 通州衛 理事廳 倉場署 刑錢府 江蘇局 浙江局 貢院 後營 東營房 西營房胡同 定邊衛 北後街 南街 黃亭 聖教寺 慈航寺 靜安寺 觀昌寺 文廟 武聖廟 大關廟 龍王觀 三官廟 萬壽宫 碧霞宫 射園 北果市 牛市口 魚市 糧食市 江米店 東柵欄口 西柵欄口 玉带河 |
|  | 光緒《通州志》中的“城池圖” |